# Campionato sudamericano maschile under 21 di pallavolo 1978
Il campionato sudamericano maschile under 21 di pallavolo 1978 si è svolto dal 10 al 14 dicembre a Rio de Janeiro, in Brasile: al torneo hanno partecipato sei squadre nazionali under 21 sudamericane e la vittoria finale è andata per la quarta volta al Brasile.

## Impianti
|                                                                                    |                                                                         |                                                                       |
|                                                                                    |                                                                         |                                                                       |
| Ginasio do Tijuca Tenis Clube Città: Rio de Janeiro Capienza: ? Anno d'apertura: ? | Ginasio do America Città: Rio de Janeiro Capienza: ? Anno d'apertura: ? | Ginasio de CEFAN Città: Rio de Janeiro Capienza: ? Anno d'apertura: ? |

## Regolamento

### Formula
Le squadre hanno disputato un'unica fase con formula del girone all'italiana.

### Criteri di classifica
Sono stati assegnati 2 punti alla squadra vincente e 1 a quella sconfitta.
L'ordine del posizionamento in classifica è stato definito in base a:
- Punti;
- Ratio dei set vinti/persi;
- Ratio dei punti realizzati/subiti.

## Squadre partecipanti
| Squadra   | Qualificazione | Ultima partecipazione |
| --------- | -------------- | --------------------- |
| Argentina | -              | Bolivia 1976          |
| Brasile   | -              | Bolivia 1976          |
| Cile      | -              | Bolivia 1976          |
| Paraguay  | -              | Argentina 1974        |
| Perù      | -              | Bolivia 1976          |
| Uruguay   | -              | Bolivia 1976          |

## Torneo

### Risultati
| 10 dicembre 1978 Ginasio de CEFAN, Rio de Janeiro Durata: ? - Spettatori: ?   | Perù      | 3 - 0 | Cile      | 15-10, 15-9, 15-13      |
| 10 dicembre 1978 Ginasio do America, Rio de Janeiro Durata: ? - Spettatori: ? | Brasile   | 3 - 0 | Paraguay  | 15-3, 15-3, 15-0        |
| 10 dicembre 1978 Tijuca Tenis Clube, Rio de Janeiro Durata: ? - Spettatori: ? | Argentina | 3 - 1 | Cile      | 15-2, 15-8, 10-15, 15-3 |
| 11 dicembre 1978 Ginasio do America, Rio de Janeiro Durata: ? - Spettatori: ? | Argentina | 3 - 0 | Paraguay  | 15-4, 15-2, 15-3        |
| 11 dicembre 1978 Ginasio do America, Rio de Janeiro Durata: ? - Spettatori: ? | Perù      | ? - ? | Uruguay   | ?                       |
| 11 dicembre 1978 Tijuca Tenis Clube, Rio de Janeiro Durata: ? - Spettatori: ? | Brasile   | 3 - 0 | Perù      | 15-7, 15-2, 15-4        |
| 12 dicembre 1978 Ginasio do America, Rio de Janeiro Durata: ? - Spettatori: ? | Paraguay  | 3 - 0 | Cile      | 16-14, 15-13, 15-1      |
| 12 dicembre 1978 Ginasio do America, Rio de Janeiro Durata: ? - Spettatori: ? | Argentina | 3 - 0 | Perù      | 15-12, 16-14, 15-9      |
| 12 dicembre 1978 Tijuca Tenis Clube, Rio de Janeiro Durata: ? - Spettatori: ? | Brasile   | 3 - 0 | Uruguay   | 15-0, 15-4, 15-8        |
| 13 dicembre 1978 Ginasio do America, Rio de Janeiro Durata: ? - Spettatori: ? | Perù      | ? - ? | Paraguay  | ?                       |
| 13 dicembre 1978 Ginasio do America, Rio de Janeiro Durata: ? - Spettatori: ? | Argentina | 3 - 0 | Uruguay   | 15-4, 15-7, 15-6        |
| 13 dicembre 1978 Tijuca Tenis Clube, Rio de Janeiro Durata: ? - Spettatori: ? | Brasile   | 3 - 0 | Cile      | 15-5, 15-11, 15-11      |
| 14 dicembre 1978 Ginasio de CEFAN, Rio de Janeiro Durata: ? - Spettatori: ?   | Perù      | ? - ? | Cile      | ?                       |
| 14 dicembre 1978 Ginasio do America, Rio de Janeiro Durata: ? - Spettatori: ? | Uruguay   | ? - ? | Paraguay  | ?                       |
| 14 dicembre 1978 Tijuca Tenis Clube, Rio de Janeiro Durata: ? - Spettatori: ? | Brasile   | 3 - 0 | Argentina | ?                       |

### Classifica
| Pos | Squadra   | Pt | G | V | P | SV | SP | Ratio | PF | PS | Ratio |
| --- | --------- | -- | - | - | - | -- | -- | ----- | -- | -- | ----- |
| 1   | Brasile   | 10 | 5 | 5 | 0 | ?  | ?  | ?     | ?  | ?  | ?     |
| 2   | Argentina | 9  | 5 | 4 | 1 | ?  | ?  | ?     | ?  | ?  | ?     |
| 3   | Perù      | ?  | ? | ? | ? | ?  | ?  | ?     | ?  | ?  | ?     |
| 4   | Uruguay   | ?  | ? | ? | ? | ?  | ?  | ?     | ?  | ?  | ?     |
| 5   | Paraguay  | ?  | ? | ? | ? | ?  | ?  | ?     | ?  | ?  | ?     |
| 6   | Cile      | ?  | ? | ? | ? | ?  | ?  | ?     | ?  | ?  | ?     |

## Classifica finale
| Pos | Squadre   |
| --- | --------- |
|     | Brasile   |
|     | Argentina |
|     | Perù      |
| 4   | Uruguay   |
| 5   | Paraguay  |
| 6   | Cile      |